# Elvis' Greatest Shit
Elvis' Greatest Shit (sottotitolo 50,000,000 Elvis Fans CAN Be Wrong) è un disco pirata statunitense di Elvis Presley, pubblicato clandestinamente dalla Dog Vomit Records nel 1982 negli Stati Uniti (n° di catalogo SUX-005) su doppio LP.

## Il disco
Il disco fu assemblato da un bootlegger conosciuto semplicemente come "Richard", che pensava alcuni appassionati di Elvis fossero così entusiasti al punto da arrivare alla "deificazione" del loro idolo, e voleva dimostrare che Presley, come molti altri artisti, non produsse esclusivamente materiale valido durante la sua carriera.
Il bootleg, praticamente un "Best of" al contrario, contiene le peggiori canzoni tratte dai film di Elvis Presley, e versioni alternative scadenti di brani altresì celebri. Si tratta di un bootleg particolarmente curioso e celebre per l'intento non celebrativo ma altresì denigratorio nei confronti di Presley, sin dal titolo (che in italiano suona più o meno "Le più grandi stronzate di Elvis") e dalla foto di copertina che ritrae il cadavere di Presley nella bara il giorno del funerale, con sotto la dicitura "FAT DEAD PERSON" ("persona grassa morta"). La foto incriminata venne scattata di nascosto da uno dei cugini di Elvis il giorno stesso della veglia funebre e venduta al National Enquirer che pubblicò in prima pagina l'immagine.
I brani presenti nel disco sono quelli considerati dalla stragrande maggioranza della critica, e anche dai fan più sfegatati, i più imbarazzanti della carriera di Presley. Canzoni che lo stesso Elvis detestava, come Yoga Is As Yoga Does, Song of the Shrimp, o Dominic the Impotent Bull. Inoltre in chiusura è presente una versione di Are You Lonesome Tonight? tratta da uno degli ultimi concerti di Presley nel 1977, nella quale Elvis si dimentica il testo, farfuglia parole sconnesse e scherza con il pubblico presente in sala non portando a termine il brano.
Il sottotitolo del disco, "50,000,000 Elvis Fans CAN Be Wrong", cita ironicamente quello dell'album 50,000,000 Elvis Fans Can't Be Wrong del 1959 ("50 milioni di fan di Elvis non possono sbagliarsi"), che diventa "50 milioni di fan di Elvis POSSONO sbagliarsi".
La presunta etichetta discografica distributrice dell'edizione in vinile del bootleg, la fantomatica "RCA Victim" , è una parodia della RCA Victor e nel logo scimmiotta quello classico del cane della RCA, ritratto mentre vomita dentro un grammofono.
Nel 1997 Elvis' Greatest Shit è stato ristampato in formato CD.
Nel 2002 l'etichetta specializzata in bootleg Dog Vomit Records ha ristampato il disco su CD in una versione espansa con l'aggiunta di numerose tracce bonus.
Nel 2012 è stato infine pubblicato il secondo volume della compilation, Elvis' Greatest Shit: Volume 2.

## Tracce
Intro - 0:31
1. Old Mac Donald Had a Farm - 2:05 (dal film Double Trouble)
2. Ito Eats - 1:22 (dal film Blue Hawaii)
3. There's No Room to Rhumba in a Sports Car - 1:52 (dal film Fun in Acapulco)
4. Confidence - 2:33 (dal film Clambake)
5. Yoga Is As Yoga Does - 2:09 (dal film Easy Come Easy Go)
6. Song of the Shrimp - 2:20 (dal film Girls! Girls! Girls!)
7. US Male - 2:42
8. The Fort Lauderdale Chamber of Commerce - 1:32 (dal film Girl Happy)
9. Signs of the Zodiac - 2:18 (dal film The Trouble with Girls)
10. The Bullfighter Was A Lady - 2:03 (dal film Fun in Acapulco)
11. Wolf Call - 1:27 (dal film Girl Happy)
12. Can't Help Falling in Love (alternate version) - 1:30 (dal film Blue Hawaii)
13. He's Your Uncle, Not Your Dad - 2:28 (dal film Speedway)
14. Scratch My Back Then I'll Scratch Yours - 2:15 (dal film Paradise Hawaiian Style)
15. The Walls Have Ears - 2:31 (dal film Girls! Girls! Girls!)
16. Poison Ivy League - 2:03 (dal film Roustabout)
17. Beach Boy Blues - 2:02 (dal film Blue Hawaii)
18. Dominic the Impotent Bull - 1:43 (dal film Stay Away, Joe)
19. Queenie Wahine's Papaya - 0:34 (dal film Paradise Hawaiian Style)
20. Do the Clambake - Medley - 0:46 (dai film Girl Happy e Clambake)
21. Datin' - 1:36 (dal film Paradise Hawaiian Style)
22. Are You Lonesome Tonight? - 2:47 (Live '77 - Civic Arena, Rapid City)

Outro

### Bonus Tracks (2002)
1. Intro Reprise (0:31)
2. Yoga Is As Yoga Does - 1:54 (versione con Elsa Lanchester)
3. Smorgasbord - 1:58 (dal film Spinout)
4. Petunia the Gardener's Daughter - 2:59 (dal film Frankie and Johnny)
5. Barefoot Ballad - 2:25 (dal film Kissin' Cousins)
6. Cotton Candy Land - 1:34 (dal film It Happened at the World's Fair)
7. I'm Not the Marryin' Kind - 1:50 (dal film Follow That Dream)
8. A Cane and a High Starched Collar - 1:47 (dal film Flaming Star)
9. You're the Boss (duetto con Ann-Margret) - 2:31 (dal film Viva Las Vegas)
10. Who Needs Money? - 3:16 (dal film Clambake)
11. The Whiffenpoof Song - 1:31 (dal film The Trouble with Girls)
12. Violet (Flower of N.Y.U.) - 2:53 (dal film The Trouble with Girls)
13. All I Needed Was the Rain - 2:09 (dal film Stay Away, Joe)
14. A Dog's Life - 5:09 (dal film Paradise Hawaiian Style)